# Tadamori Ōshima

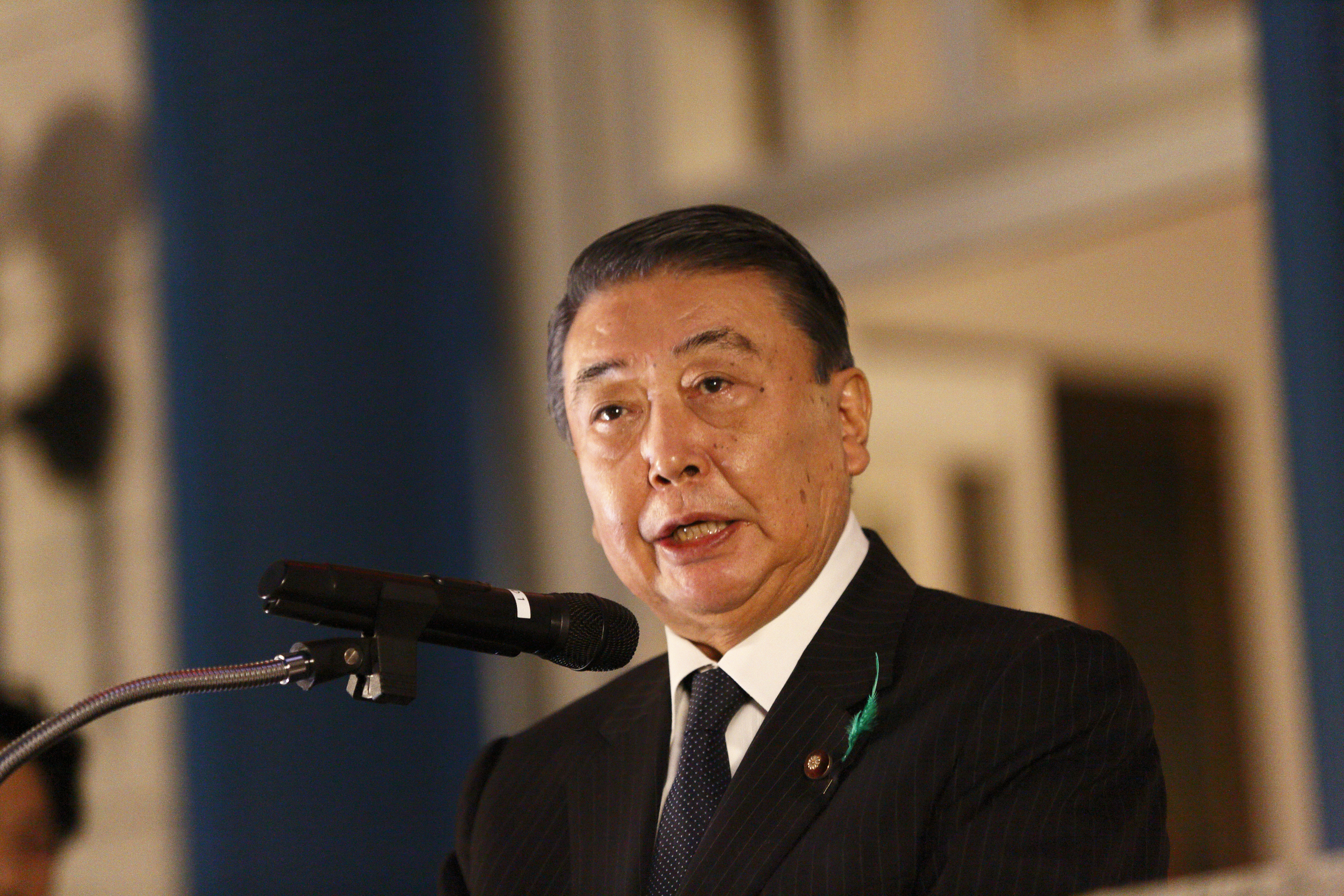
Tadamori Ōshima (2016)

Tadamori Ōshima (jap. 大島 理森, Ōshima Tadamori; * 6. September 1946 in Hachinohe, Präfektur Aomori) ist ein ehemaliger japanischer Politiker und war von 2015 bis 2021 Präsident des Abgeordnetenhauses (Shūgiin), des Unterhauses des Nationalparlaments. Er war dort für zwölf Wahlperioden ohne Unterbrechung von 1983 bis 2021 Abgeordneter aus Aomori, zuletzt ab 2017 für den neu zugeschnittenen 2. Wahlkreis. Ōshima gehört der Liberaldemokratischen Partei (LDP) an, war am Ende aber wie die meisten Präsidenten und Vizepräsidenten fraktionslos. Innerparteilich führte er von 2012 bis 2015 die Ōshima-Faktion, die spätere Santō-Faktion, die schließlich in der Asō-Faktion aufging.
Ōshima arbeitete nach seinem Studium an der Keiō-Universität für die Mainichi Shimbun. Von 1975 gehörte er für fünf Jahre dem Präfekturparlament Aomori an. Nach einer gescheiterten Kandidatur 1980 gehört er seit 1983 dem Shūgiin an, zunächst für den 1. Wahlkreis Aomori (4 Mandate), dann nach der Wahlrechtsreform von 1994 im Einzelwahlkreis Aomori 3, seit einer Neuordnung 2017, bei der Aomori einen Wahlkreis verlor, für den Wahlkreis 2.
1995 wurde Ōshima im Kabinett Murayama als Leiter der Umweltbehörde erstmals Minister (bis 1996). Unter Premierminister Yoshirō Mori war er von Juli bis Dezember 2000 Bildungsminister und Leiter der Behörde für Wissenschaft und Technologie und unter Jun’ichirō Koizumi von 2002 bis 2003, als er nach einem Skandal um politische Gelder zurücktrat, Minister für Landwirtschaft, Forsten und Fischerei. In der LDP war er unter anderem stellvertretender Generalsekretär und mehrfach Vorsitzender des Präfekturverbandes Aomori, bevor er von 2000 bis 2002 und erneut von 2007 bis 2009 als Vorsitzender des Komitees für Parlamentsangelegenheiten in den engeren Kreis der Parteiführung aufrückte. Nach der Wahlniederlage der LDP bei der Shūgiin-Wahl 2009 berief ihn der neue Parteivorsitzende Sadakazu Tanigaki zum LDP-Generalsekretär, im September 2010 zum stellvertretenden Vorsitzenden (fuku-sōsai), der zuletzt 2003 besetzt worden war. 2012 wurde unter dem Parteivorsitzenden Shinzō Abe (Machimura-Faktion) Masahiko Kōmura sein Nachfolger, kurz darauf übernahm Ōshima den Faktionsvorsitz von Kōmura. 2015 übergab er den Vorsitz an Akiko Santō, der ersten Frau an der Spitze einer LDP-Faktion.
Am 21. April 2015 übernahm Ōshima das Amt des Präsidenten des Shūgiin, nachdem sein Vorgänger Nobutaka Machimura zurückgetreten war. 2017 wurde er wiedergewählt und wurde 2020 der am längsten amtierende Abgeordnetenhauspräsident der Geschichte.
Zur Abgeordnetenhauswahl 2021 zog sich Ōshima aus der Politik zurück.